# Mita (Inca)
La Mita (lingua quechua: mit'a) era un servizio pubblico obbligatorio nella società dell'impero inca.

## Descrizione
Era in effetti una forma di tributo al governo inca, sotto forma di lavoro, praticamente una corvée. Questo servizio pubblico veniva utilizzato nei progetti comunitari, come la costruzione della loro complessa rete stradale; anche il servizio militare era obbligatorio, e a tutti i cittadini in grado di lavorare veniva chiesto di servire l'esercito per alcuni giorni l'anno (il significato principale del termine mit'a può essere "turno" o "stagione"). Coloro che si rifiutavano venivano impiccati, lapidati o spinti giù da un dirupo. A causa della ricchezza dell'impero, solitamente ad una famiglia bastavano 65 giorni l'anno per coltivare; il resto del tempo veniva dedicato alla mita. I conquistadores spagnoli utilizzarono lo stesso sistema per recuperare la forza lavoro di cui avevano bisogno nelle miniere d'argento, base dell'economia durante il periodo coloniale.
Gli Inca avevano rielaborato un precedente sistema che non consisteva solo nella mita, scambio di lavoro, ma anche nello scambio di oggetti di culto delle tribù che assorbivano. Questo scambio garantiva l'amicizia con i popoli conquistati. In questo modo huaca e pacarina divennero importanti centri di scambio religioso e punto di raccordo di imperi etnicamente e linguisticamente diversi, rafforzando il senso di unione di popoli geograficamente sparpagliati. Questo stimolò il pellegrinaggio tra tutti questi santuari da parte degli abitanti dell'impero, prima dell'introduzione del Cattolicesimo.
La mit'a non deve essere confusa con la regola della rifondazione delle città che si riferisce al termine quechua mitma (mitmaq significa "straniero" o "nuovo arrivato"), o con le sue forme spanicizzate mitima o mitimaes (plurale). Quest'ultima parola si riferiva allo spostamento di gruppi di persone di tradizione inca come coloni in nuove terre, abitate dai popoli appena conquistati. L'obiettivo era quello di distribuire gli inca, popolo considerato fedele, su tutto l'impero in modo da limitare il rischio di ribellioni locali.